# Schmalköpfige Wühlmaus
Die Schmalköpfige Wühlmaus (Microtus gregalis) ist eine Nagetierart aus der Gattung der Feldmäuse (Microtus) innerhalb der Wühlmäuse (Arvicolinae). Sie kommt in weiten Teilen Asiens in Kasachstan, Kirgisistan, Russland, der Mongolei sowie der Volksrepublik China vor.

## Merkmale
Die Schmalköpfige Wühlmaus erreicht eine Kopf-Rumpf-Länge von 8,9 bis 12,2 Zentimetern mit einem Schwanz von 2,1 bis 3,2 Zentimetern Länge. Die Hinterfußlänge beträgt 15 bis 18 Millimeter, die Ohrlänge 9 bis 12 Millimeter. Das Rückenfell ist blass gelblich-sandfarben, die Körperseiten sind heller gelb und gehen in das grau-sandfarbene Bauchfell über. Im Winter ist das Fell heller ockerfarben-rot. Der Schwanz kann einfarbig gelblich sandfarben oder zweifarbig mit dunkelbrauner Oberseite und gelblich-sandfarbener Unterseite sein. Die Oberseiten der Hände und Füße sind bräunlich weiß.
Die Art unterscheidet sich von den meisten Arten der Gattung durch den langen und seitlich abgeflachten Schädel. Dieser hat eine Länge von 25 bis 27 Millimetern und eine Breite im Bereich der Jochbögen von 12,6 bis 14 Millimeter, er ist damit fast doppelt so lang wie breit. In den Zahnmerkmalen entspricht die Art der Feldmaus (Microtus arvalis).

## Verbreitung
Die Schmalköpfige Wühlmaus kommt in weiten Teilen Asiens in Kasachstan, Kirgisistan, Russland, der Mongolei sowie der Volksrepublik China vor. Dabei reicht das Verbreitungsgebiet in Russland vom Weißen Meer bis zum Lauf de Kolyma und dann über weiter Teile der Steppengebiete im Südwesten Sibiriens und Sacha (Jakutien), in der Mongolei, in Kasachstan, in Kirgisistan und dem Norden Chinas. In China ist sie in Teilen von Nei Mongol, Hebei und Xinjiang anzutreffen. Nach Angaben der IUCN kommt die Art zudem auf der Halbinsel Alaska vor.

## Lebensweise
Die Schmalköpfige Wühlmaus lebt in der Tundra sowie trockenen Steppengebieten und in Bergwiesen in Höhenlagen bis 4000 Meter. In Waldgebieten und in Halbwüsten lebt sie im Bereich offener Grasflächen. Die Tiere ernähren sich herbivor sowohl von oberirdischen wie auch von unterirdischen Pflanzenteilen verschiedener Arten, wobei sie Gräser und Leguminosen bevorzugt. Sie ist sowohl nachts wie tagsüber aktiv, die Hauptaktivität liegt allerdings am Abend und in der Nacht. Die Tiere leben in Gruppen und graben komplexe Höhlensysteme als Baue, bei hohen Bestandsdichten bilden sie Kolonien. Diese reichen bis in Tiefen von 10 bis 25 Zentimeter und haben 10 oder mehr Ausgänge sowie durchschnittlich 5 Nest- und Lagerkammern. Der schmale Schädel wird dabei als Anpassung an das Leben in engen Spalten im gefrorenen Boden angesehen.
Die Fortpflanzung findet während der wärmeren Sommermonate statt, der erste Wurf kann jedoch am Ende des Winters im schneebedeckten Bau stattfinden. Dabei können im Jahr bis zu fünf Würfe folgen. Dabei besteht der erste Wurf des Jahres in der Regel aus nur zwei Jungtieren, spätere Würfe können aus sieben bis neun, maximal sogar 12, Jungtieren bestehen.

## Systematik
Die Schmalköpfige Wühlmaus wird als eigenständige Art innerhalb der Feldmäuse (Microtus) eingeordnet, die aus mehr als 60 Arten besteht. Die wissenschaftliche Erstbeschreibung stammt von dem deutschen Naturforscher Peter Simon Pallas, der die Art 1777 anhand von Individuen aus dem Gebiet östlich des Tschulym in Sibirien beschrieb. Sie wird als einzige Art der Untergattung Stenocranius innerhalb der Feldmäuse zugeordnet.
Insgesamt werden je nach Systematik 11 bis 15 Unterarten der Schmalköpfigen Wühlmaus angeführt und es ist möglich, dass es sich um einen Artenkomplex mehrerer Arten handelt. Darrin Lunde und Andrew T. Smith beschreiben in Smith & Yan Xie 2009 für das Verbreitungsgebiet in China fünf Unterarten:
- Microtus gregalis angustus: in Hebei und Nei Mongol.
- Microtus gregalis dolguschini: im Nordwesten von Xinjiang.
- Microtus gregalis raddei: in Nei Mongol.
- Microtus gregalis ravidulus: im Westen von Xinjiang.
- Microtus gregalis sirtalaensis: in Nei Mongol im Bereich des Argun und des Morgele in Xilin Gol.

## Status, Bedrohung und Schutz
Die Schmalköpfige Wühlmaus wird von der International Union for Conservation of Nature and Natural Resources (IUCN) als nicht gefährdet (least concern) eingeordnet. Begründet wird dies mit dem sehr großen Verbreitungsgebiet und dem häufigen Vorkommen der Art. Potenzielle Gefährdungsrisiken für die Art sind nicht bekannt.

## Belege
1. 1 2 3 4 5 6  Darrin Lunde, Andrew T. Smith: Narrow-Headed Vole. In: Andrew T. Smith, Yan Xie: A Guide to the Mammals of China. Princeton University Press, Princeton NJ 2008, ISBN 978-0-691-09984-2, S. 231.
2. 1 2 3  Microtus (Stenocranius) gregalis. In: Don E. Wilson, DeeAnn M. Reeder (Hrsg.): Mammal Species of the World. A taxonomic and geographic Reference. 2 Bände. 3. Auflage. Johns Hopkins University Press, Baltimore MD 2005, ISBN 0-8018-8221-4.
3. 1 2 3 4 5 6  Microtus gregalis in der Roten Liste gefährdeter Arten der IUCN 2016.2. Eingestellt von: N. Batsaikhan, K. Tsytsulina, N. Formozov, B. Sheftel, 2008. Abgerufen am 30. Oktober 2016.